# 12799 von Suttner
12799 von Suttner è un asteroide della fascia principale. Scoperto nel 1995, presenta un'orbita caratterizzata da un semiasse maggiore pari a 2,4375786 UA e da un'eccentricità di 0,1370577, inclinata di 1,65566° rispetto all'eclittica.